# جو مارتينيلي
جوزيف مارتينيلي (بالإنجليزية: Joe Martinelli)‏ الشهير باسم جو مارتينيلي (22 أغسطس 1916 - 20 يوليو 1991) لاعب كرة قدم أمريكي راحل كان يجيد اللعب في خط الهجوم.
لعب طوال مسيرته الرياضية في أندية باوتاكيت رانجرز، نيويورك أميريكانز، سانت لويس شامروكس، بروكلين سيلتيك، أوهريك تراكرس، بروكلين واندررز، كيرني سكوتز.
مثل منتخب الولايات المتحدة في 3 مباريات (1937). شارك مع منتخب الولايات المتحدة في بطولة كأس العالم 1934 في إيطاليا حيث خرج من الدور الثمن النهائي.

## وصلات خارجية
- جو مارتينيلي على موقع الاتحاد الدولي (مؤرشف)  (الإنجليزية)
- جو مارتينيلي على موقع ناشيونال فوتبول تيمز (الإنجليزية)
- جو مارتينيلي على موقع عالم كرة القدم.نت (الإنجليزية)
- هذا سيرة ذاتية